# Heinz Kucharski
Heinz Kucharski (Amburgo, 22 luglio 1919 – Markranstädt, 8 ottobre 2000) è stato un antifascista tedesco, attivista del gruppo della Rosa Bianca, fu una della figure centrali del gruppo di Amburgo.

## Biografia
Assieme a Margaretha Rothe, che diverrà successivamente la sua fidanzata, frequentò le serate di lettura organizzate dalla professoressa Erna Stahl. Nel gruppo alcuni studenti discutevano di arte, filosofia e letteratura proibite dalla censura nazista. In questo periodo Heinz aderì alle idee socialiste e dal 1938 iniziò a studiare filosofia, etnologia e orientalistica. Scrisse e distribuì assieme alla Rothe un volantino per diffondere le frequenze di radio libere sotto il regime nazista. Quando la studentessa Traute Lafrenz portò il terzo volantino della Rosa bianca da Monaco di Baviera ad Amburgo Heinz aiutò a costituire un gruppo della Rosa bianca ad Amburgo assieme alla fidanzata Margaretha Rothe, alla libraia Hannelore Willbrandt, al medico Albert Suhr e allo studente di filosofia Reinhold Meyer. Il punto di ritrovo del gruppo fu una libreria presso la Agentur des Rauhen Hauses. 
Il 9 novembre 1943 fu arrestato, assieme a Margaretha Rothe, dalla Gestapo. Poche settimane dopo, il 3 dicembre, furono arrestate sua madre e sua nonna. Dal 17 aprile al 20 aprile 1945 il Tribunale del Popolo processò i membri del gruppo di Amburgo della Rosa bianca, molti imputati erano comunque già stati liberati giorni prima dalle forze alleate. Heinz fu comunque condannato a morte, ma mentre nella notte tra il 20 e il 21 aprile veniva trasportato nel luogo dove doveva avvenire l'esecuzione riuscì a fuggire e venne poi protetto dalla Armata rossa.